# تپه ماشالله تقی‌آباد
تپه ماشالله تقی‌آباد مربوط به عصر مفرغ - عصر آهن است و در شهرستان خرم‌آباد، بخش زاغه، دهستان زاغه، روستای تقی‌آباد واقع شده و این اثر در تاریخ ۲۸ اسفند ۱۳۸۵ با شمارهٔ ثبت ۱۸۵۲۷ به‌عنوان یکی از آثار ملی ایران به ثبت رسیده است.